# Spiceworld Tour
Spiceworld Tour – druga trasa koncertowa Spice Girls, promująca drugi album zespołu. Spiceworld, wydany w 1998 r. – pierwsza ogólnoświatowa trasa zespołu. Tournée przyciągnęło publiczność w liczbie 2,1 mln widzów.

## Lista koncertów

### Europa – część 1
- 24 i 25 lutego – Dublin, Irlandia – The Point
- 2 marca – Zurych, Szwajcaria – Hallenstadion
- 3 marca – Frankfurt, Niemcy – Festhalle Frankfurt
- 5 marca – Bolonia, Włochy – Palasport
- 6 marca – Rzym, Włochy – PalaEUR
- 8 i 9 marca – Mediolan, Włochy – Datch Forum di Assago
- 11 marca – Marsylia, Francja – Le Dôme de Marseille
- 13 marca – Barcelona, Hiszpania – Palau Sant Jordi
- 16 marca – Madryt, Hiszpania – Palacio de los Deportes de la Comunidad de Madrid
- 19 marca – Lyon, Francja – Halle Tony Garnier
- 20 marca – Lozanna, Szwajcaria – CIG de Malley
- 22 i 23 marca – Paryż, Francja – Le Zénith
- 26 marca – Monachium, Niemcy – Olympiahalle
- 28 i 29 marca – Arnhem, Holandia – Gelredome
- 31 marca – Antwerpia, Belgia – Sportpaleis Antwerp
- 1 kwietnia – Dortmund, Niemcy – Westfalenhalle
- 4 i 5 kwietnia – Glasgow, Szkocja – Scottish Exhibition and Conference Centre
- 7, 8, 11 i 12 kwietnia – Manchester, Anglia – Manchester Evening News Arena
- 14, 15, 18, 19, 21, 22, 25, 26 i 28 kwietnia – Londyn, Anglia – Wembley Arena
- 2, 3, 5 i 6 maja – Birmingham, Anglia – National Exhibition Centre
- 12 i 13 maja – Paryż, Francja – Palais Omnisports de Paris-Bercy
- 15 i 16 maja – Wiedeń, Austria – Wiener Stadthalle
- 19 i 20 maja – Sztokholm, Szwecja – Ericsson Globe
- 22 i 23 maja – Kopenhaga, Dania – Forum Copenhagen
- 25 i 26 maja – Helsinki, Finlandia – Hartwall Arena
- 28 i 29 maja – Oslo, Norwegia – Oslo Spektrum

### Ameryka Północna
- 15 czerwca – West Palm Beach, Floryda, USA – Cruzan Amphitheatre
- 16 czerwca – Orlando, Floryda, USA – Amway Arena
- 18 czerwca – Atlanta, Georgia, USA – Lakewood Amphitheatre
- 20 czerwca – Charlotte, Karolina Północna, USA – Verizon Wireless Amphitheatre
- 21 czerwca – Waszyngton, USA – Nissan Pavillion
- 24 czerwca – Virginia Beach, Wirginia, USA – Verizon Wireless Virginia Beach Amphitheater
- 25 czerwca – Holmdel, New Jersey, USA – PNC Bank Arts Center
- 27 czerwca – Filadelfia, Pensylwania, USA – Wachovia Center
- 29 czerwca – Wantagh, Nowy Jork – Nikon at Jones Beach Center
- 1 lipca – Nowy Jork, Nowy Jork, USA – Madison Square Garden
- 3 lipca – Hartford, Connecticut, USA – New England Dodge Music Center
- 4 lipca – Darien Lake, Nowy Jork, USA – Darien Lake Performings Arts Center
- 6 lipca – Scranton, Pensylwania, USA – Toyota Pavillion at Montage Mountain
- 8 lipca – Mansfield, Massachusetts, USA – Comcast Center
- 10 lipca – Montreal, Kanada – Bell Centre
- 11 lipca – Toronto, Kanada – Molson Amphitheatre
- 14 lipca – Cleveland, Ohio, USA – Blossom Music Center
- 15 lipca – Burgettstown, Pensylwania, USA – Post-Gazette Pavillion
- 18 lipca – Nashville, Tennessee, USA – Starwood Amphitheatre
- 20 lipca – Cincinnati, Ohio, USA – Riverbend Music Center
- 22 lipca – Columbus, Ohio, USA – Polaris Amphitheater
- 24 lipca – Indianapolis, Indiana, USA – Deer Creek Music Center
- 26 lipca – Auburn Hills, Michigan, USA – The Palace of Auburn Hills
- 27 lipca – Tinley Park, Illinois, USA – First Midwest Bank Amphitheatre
- 29 lipca – Milwaukee, Wisconsin, USA – Marcus Amphitheater
- 31 lipca – Minneapolis, Minnesota, USA – Target Center
- 2 sierpnia – Maryland Heights, Missouri, USA – Verizon Wireless Amphitheater St. Louis
- 3 sierpnia – Bonner Springs, Kansas, USA – Sandstone Amphitheater
- 5 sierpnia – Denver, Kolorado, USA – Coors Amphitheater
- 8 sierpnia – Tacoma, Waszyngton, USA – Tacoma Dome
- 9 sierpnia – Portland, Oregon, USA – Rose Garden Arena
- 11 sierpnia – Vancouver, Kanada – General Motors Place
- 13 sierpnia – Mountain View, Kalifornia, USA – Shoreline Amphitheatre
- 15 sierpnia – Inglewood, Kalifornia, USA – The Forum
- 16 sierpnia – Devore, Kalifornia, USA – Hyundai Pavilion
- 19 sierpnia – Las Vegas, Nevada, USA – Thomas & Mack Center
- 21 sierpnia – Chula Vista, Kalifornia, USA – Cricket Wireless Amphitheatre
- 22 sierpnia – Phoenix, Arizona, USA – Cricket Wireless Pavillion
- 25 sierpnia – Houston, Teksas, USA – Cynthia Woods Michelle Pavillion
- 26 sierpnia – Dallas, Teksas, USA – Smirnoff Music Centre

### Europa– część 2
- 11 i 12 września – Sheffield, Anglia – Don Valley Stadium
- 19 i 20 września – Londyn, Anglia – Wembley Stadium

## Muzycy

### Spice Girls
- Melanie Brown
- Emma Bunton
- Geri Halliwell (odeszła z zespołu po koncercie w Helsinkach 26 maja 1998)
- Victoria Adams
- Melanie Chisholm

### Zespół akompaniujący
- Simon Ellis – keyboardy/reżyseria muzyki
- Andy Gangadeen – perkusja
- Paul Gendler – gitara
- Fergus Gerrand – instrumenty perkusyjne
- Steve Lewinson – gitara basowa
- Michael Martin – keyboardy

### Tancerze
- Louie Spence
- Takao Baba
- Carmine Canuso
- Jimmy Gulzar
- Eszteca Noya
- Robert Nurse
- Christian Storm

### Personel Spice Girls
- Menedżer trasy: Richard Jones
- Asystent menedżera: Juliette Slater
- Menedżer produkcji: Julian Lavender
- Produkcja koncertów: Pete Barnes
- Menedżerowie sceny: John Armstrong (Europa) i Jimmy Bolton (Ameryka Północna)
- Choreografia: Priscilla Samuel
- Projektant kostiumów: Kenny Ho
- Fryzury artystów: Karin Darnell